# 伏見町 (福山市)

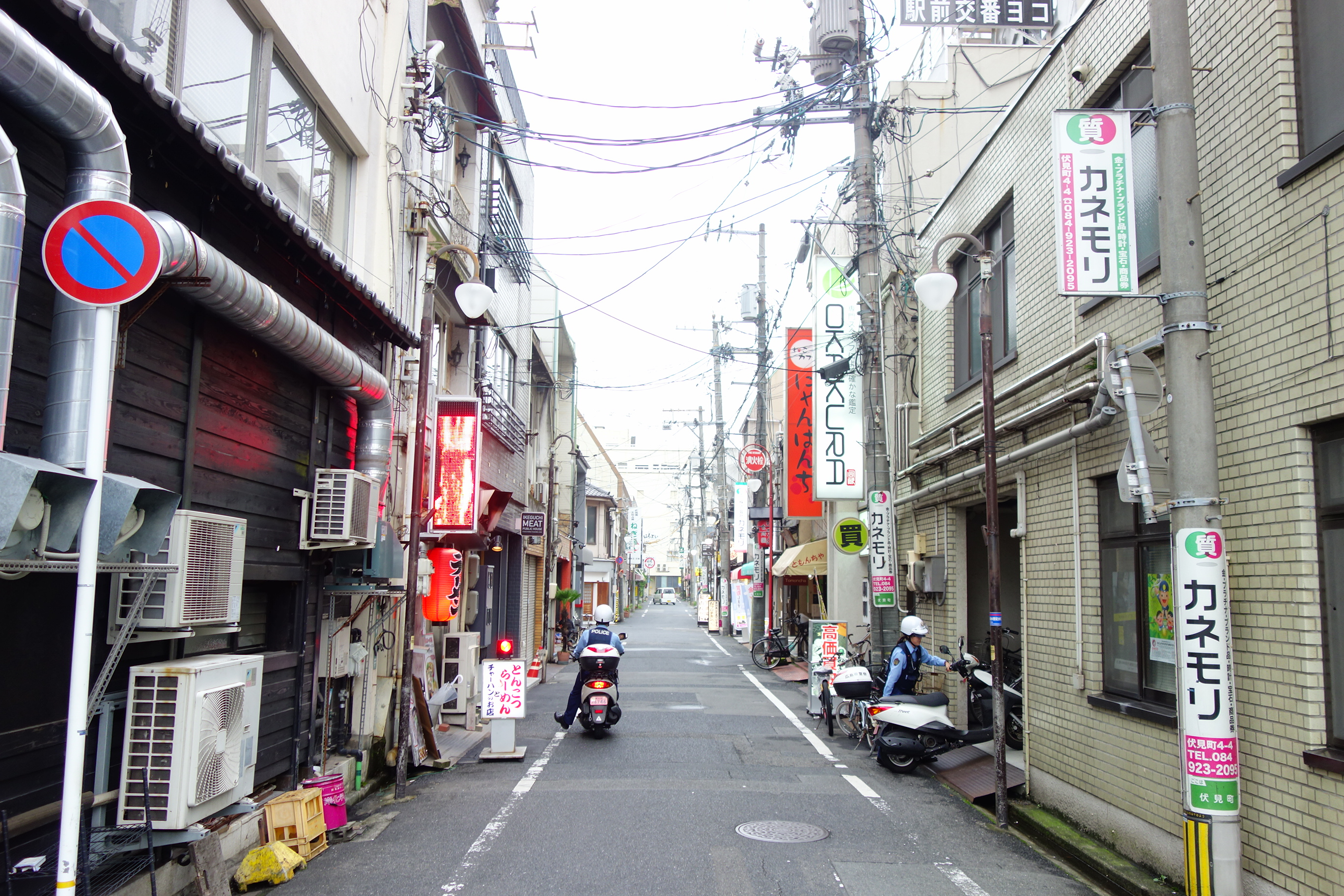
2019年の様子

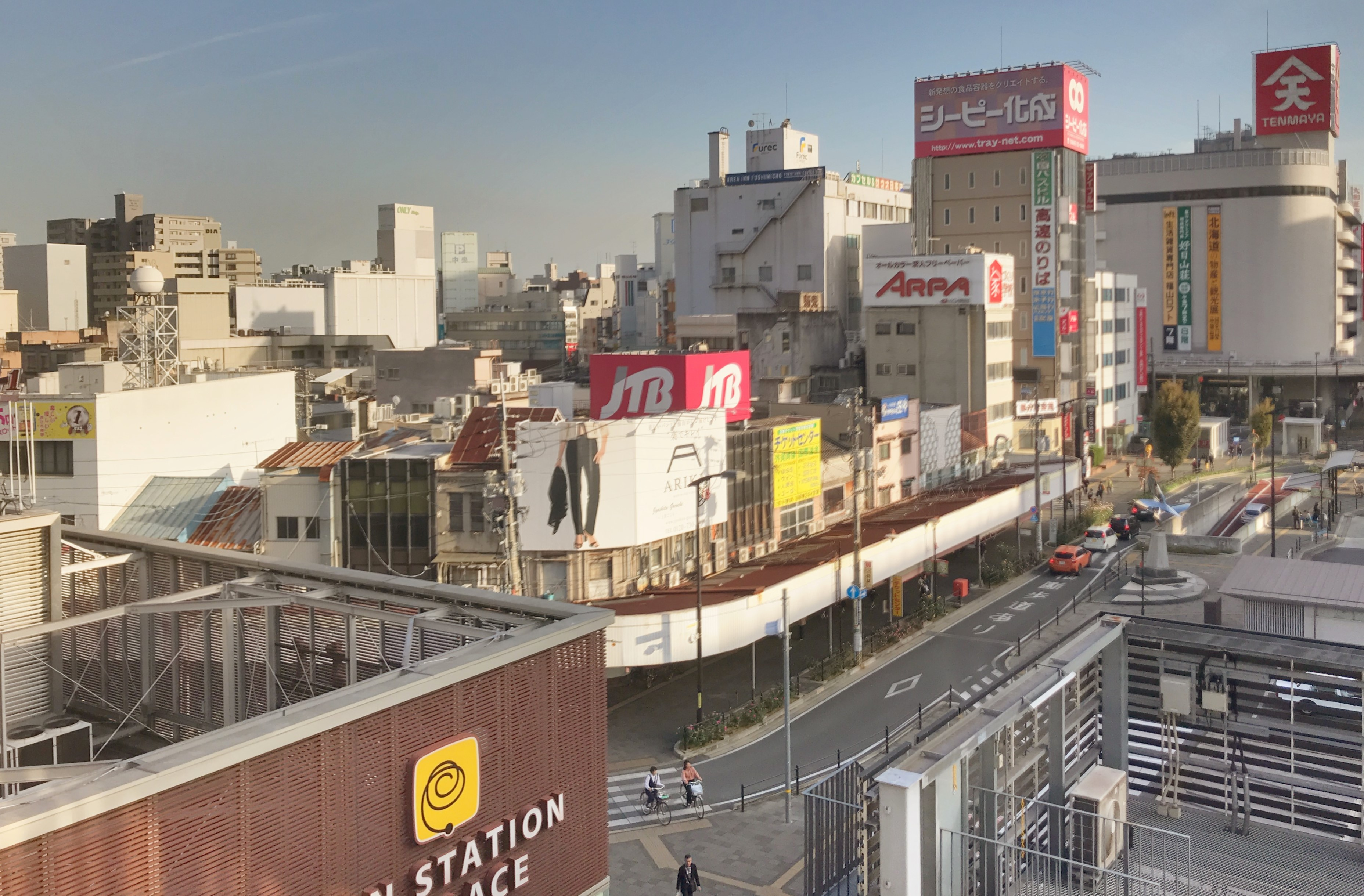
写真中央から左下が伏見町（福山駅新幹線ホームから撮影）

伏見町（ふしみちょう）は広島県福山市にある町域。郵便番号は720-0062（福山郵便局管区）。当地域の人口は103人。

## 地理
JR福山駅南口からすぐ東側の場所にある一角が伏見町。江戸時代には福山内港と福山城外堀を繋ぐ運河があった。

## 地名の由来
福山城に現存し、国重要文化財指定されている京伏見城から移築された伏見櫓に由来する。

## 歴史
伏見町の再開発計画については福山そごうの「伏見町再開発計画」を参照のこと。30年間にわたって伏見町市街地再開発準備組合が組織され、町の再開発が検討されたが、何度となく頓挫し、結局2016年に伏見町市街地再開発準備組合は解散する。

### 沿革
- 1889年6月1日 - 町村制施行により、福山旧城下町の町村が合併して深津郡福山町となる。
- 1916年7月1日 - 福山町が市制施行し、福山市となる。

## 交通
道路
- 国道2号

## 施設
- 三菱UFJ銀行福山支店（2024年10月 三之丸町へ移転）
- 福山東警察署福山駅前交番（2023年3月 三之丸町へ移転）